# 파브리스 올링가
파브리스 올링가 에소노(프랑스어: Fabrice Olinga Essono, 1996년 5월 12일 ~ )는 카메룬의 축구 선수로, 현재 루마니아 리가 I의 보토샤니에서 공격수로 활약하고 있다.
그는 16세의 나이로 말라가를 대신해 라리가에서 득점한 최연소 선수가 되었다. 얼마 지나지 않아 방출된 그는 벨기에, 키프로스, 루마니아 그리고 포르투갈에서 프로 무대에 진출했다.
올링가는 카메룬 국가대표팀으로 2014년 FIFA 월드컵에 참가했다.

## 초창기
카메룬 두알라에서 태어난 올링가는 카메룬의 "사뮈엘 에토 재단"에서 축구를 배우기 시작했고, 2009년 스페인에 도착해 RCD 마요르카 유소년부에 입단했다.
2년 후, 올링가는 말라가의 아카데미 감독인 마누엘 카사노바의 눈에 띄었고, 그는 그를 클럽에 합류하도록 초대했다. 그는 안달루시아 연고 구단의 2012년 코파 델 레이 후베닐 데 푸트볼 결승전까지 진출하는데 결정적인 역할을 했지만, 그 자신도 출장 정지로 RCD 에스파뇰과의 경기에 결장했다.

## 구단 경력
16세의 나이로, 2012-13 시즌 개막전인 셀타 비고와의 경기에서 마누엘 페예그리니 1군 감독에 의해 차출된 그는 세바스티안 페르난데스와 60분에 교체 투입되어 경기의 유일한 골을 기록했고, 16세 98일로 라리가 최연소 득점자가 되었고, 종전 기록 보유자였던 이케르 무니아인을 191일 차이로 제치고 2023년 10월 8일, 라민 야말이 11일 차이로 경신할 때까지 그의 기록은 계속되었다.
4일 후, 올링가는 2-0으로 이긴 파나티나이코스 FC와의 UEFA 챔피언스리그 경기에 선발로 출전해 70분을 뛰었다. 2014년 1월 20일, 그는 에이전트인 피니 자하비의 수정 및 개선된 계약 제안을 거절하고 말라가와의 관계를 단절했고, 키프로스 1부 리그의 아폴론 리마솔에 입단해 즉시 SV 쥘터 바레험으로 5개월간 임대되었다.

## 국가대표팀 경력
2012년 10월 2일, 올링가는 카보베르데와의 2013년 아프리카 네이션스컵 예선 경기를 위해 카메룬 축구 국가대표팀에 차출되었고, 14일(2-1 승리) 데뷔 전에서 골을 넣었다. 그는 18세의 나이에 폴커 핑케 감독에 의해 2014년 FIFA 월드컵 대표팀에 발탁되어 대회 최연소 선수로 출전했지만, 대회가 조별 리그 탈락으로 끝나면서 사용되지 않는 멤버로 남게 되었다.